# گری کیلدال
گری آرلن کیلدال (‎/ˈkɪldˌɔːl/‎؛ ۱۹ می ۱۹۴۲ – ۱۱ ژوئیه ۱۹۹۴) دانشمند کامپیوتر و کارآفرین ریزرایانه آمریکایی بود.
در طول دهه ۱۹۷۰، کیلدال سیستم عامل سی‌پی\ام را در میان سایر سیستم عامل‌ها و ابزارهای برنامه‌نویسی ایجاد کرد، و متعاقباً دیجیتال ریسرج (یا "دی‌آرآی") را برای بازاریابی و فروش محصولات نرم‌افزاری خود تأسیس کرد. کیلدال یکی از اولین افرادی بود که ریزپردازنده‌ها را به‌عنوان رایانه‌های کاملاً توانمند (و نه صرفاً به‌عنوان کنترل‌کننده تجهیزات) تشخیص داد و شرکتی را پیرامون این مفهوم سازماندهی کرد. با توجه به دستاوردهای خود در این دوران، کیلدال از پیشگامان انقلاب رایانه‌های شخصی در نظر گرفته می‌شود.
در طول دهه ۱۹۸۰، کیلدال همچنین به عنوان میزبان مشترک (به همراه استوارت چیفت) کامپیوتر کرانیکل، یک برنامه اطلاعاتی هفتگی که آخرین تحولات در رایانه‌های شخصی را پوشش می‌داد، در پی‌بی‌اس ظاهر شد.
اگرچه حرفه کیلدال در محاسبات بیش از دو دهه به طول انجامید، اما او عمدتاً در ارتباط با توسعه سیستم عامل سی‌پی\ام، یک سیستم عامل میکرو رایانه چند پلت فرم اولیه که شباهت‌های زیادی با ام‌اس-داسی که در رایانه شخصی آی‌بیآم استفاده شد، به یاد می‌آورند.